# Paranonychus fuscus
Paranonychus fuscus is een hooiwagen uit de familie Triaenonychidae. De originele naamcombinatie (protoniem) was Mutsunonychus fuscus Suzuki, 1976.